# Приозёрный (Свердловская область)
Приозёрный — посёлок в Невьянском районе Свердловской области России. Входит в Невьянский муниципальный округ. Ранее входил в состав Калиновского поселкового Совета Невьянского района. Расположен на озере Таватуй.

## География
Посёлок Приозёрный расположен на восточном склоне Среднего Урала, на юго-восточном берегу живописного озера Таватуй, у залива Шаманиха. Напротив посёлка, приблизительно 130 метрах от берега, расположен остров Ольхов Куст.
Посёлок Приозёрный находится к северо-востоку от Екатеринбурга и к югу от районного центра — города Невьянска.
Через посёлок проходит асфальтированная автодорога г. Новоуральск — п. Мурзинка — с. Таватуй. В соседнем селе Таватуй расположен железнодорожный обгонный пункт Таватуй, где останавливаются пригородные поезда.
Ближайшие населённые пункты:
- расположенные южнее Приозёрного — посёлок Таватуйский Детдом и село Таватуй (при одноимённой ж/д станции),
- расположенные севернее — посёлки Невьянский Рыбзавод и Калиново[2].

## Население
По данным Всероссийской переписи населения 2010 года, постоянное население посёлка Приозёрного составляло 13 человек, из них 7 мужчин и 6 женщин. По данным переписи населения 2002 года, в Приозёрном проживает русский народ.
Долговременная динамика численности населения:
| н/д | 9 | 13 |

## История
25 июня 1962 года посёлок Шаманиха переименован указом Президиума Верховного Совета РСФСР в Приозёрный.